# Robert Colquhoun
Robert Colquhoun (Kilmarnock, 1914 – Londra, 1962) è stato un pittore e scenografo scozzese.
Colquhoun nacque a Kilmarnock, Scozia, e fu educato alla Kilmarnock Academy. Vinse una borsa di studio per la Scuola d'Arte di Glasgow, dove incontrò Robert MacBryde con cui si stabilì una amicizia e collaborazione per tutta la vita, fino ad essere chiamati "i due Robert". Si unì a MacBryde in un viaggio di studio per la Francia e l'Italia dal 1937 al 1939, prima di fare il guidatore d'ambulanza per la Royal Army Medical Corps durante la Seconda guerra mondiale. Dopo esser stato ferito, ritornò a Londra nel 1941 dove divise lo studio con MacBryde. Il duo condivise una casa con l'artista John Minton e, dal 1943, con Jankel Adler.
I primi lavori di Colquhoun hanno come soggetto contadini e lavoratori e sono caratterizzati dai colori e dalle luci del rurale Ayrshire.
Il suo lavoro si sviluppò in un più austero stile espressionista, molto influenzato da Pablo Picasso e concentrato sul tema della figura isolata e agonizzante. Dalla metà degli anni '40 agli inizi dei '50 fu considerato uno dei più prominenti artisti della sua generazione. Fu anche un prolifico stampatore, avendo prodotto un gran numero di litografie e monotipi durante la sua carriera.
Durante e dopo la seconda guerra mondiale lavorò con MacBryde a varie scenografie. Queste includono scene per il Macbeth ed il Re Lear di John Gielgud al Royal Shakespeare Theatre e il balletto di Léonide Massine Donald of the Burthens, prodotto dal Sadler's Wells Theatre alla Royal Opera House nel 1951.
Robert Colquhoun morì, alcolizzato, in relativa ombra nel 1962.
Nel 1959 venne realizzato il documentario Monitor: Scottish Painters di Ken Russell